# Michael Lameck
	Michael Lameck (Essen, 15 de setembro de 1949) também conhecido como Ata Lameck, é um ex-futebolista alemão que atuava como meia.

## Carreira
Ata Lameck que fez sua longeva carreira somente na Alemanha, e esta na história do Bochum, clube que atuou a maior parte da carreira.
Clube no qual tem recordes de jogador de mais jogos disputados na história do clube na Bundesliga (518 jogos) e no geral em jogos oficiais.